# Storbergträsket
Storbergträsket är en sjö i Älvsbyns kommun i Norrbotten och ingår i Piteälvens huvudavrinningsområde. Sjön har en area på 0,372 kvadratkilometer och ligger 321,1 meter över havet.

## Delavrinningsområde
Storbergträsket ingår i det delavrinningsområde (731168-171173) som SMHI kallar för Utloppet av Bredselet. Medelhöjden är 169 meter över havet och ytan är 10,67 kvadratkilometer. Räknas de 646 avrinningsområdena uppströms in blir den ackumulerade arean 8 942,72 kvadratkilometer. Avrinningsområdets utflöde Piteälven mynnar i havet. Avrinningsområdet består mestadels av skog (68 procent). Avrinningsområdet har 1,56 kvadratkilometer vattenytor vilket ger det en sjöprocent på 14,6 procent.